# イタリア侵攻 (第二次世界大戦)
第二次世界大戦における連合国軍のイタリア侵攻（英: Allied invasion of Italy）は、1943年9月にハロルド・アレキサンダー大将率いる第15軍集団（マーク・クラークのアメリカ第5軍、バーナード・モントゴメリーのイギリス第8軍から構成）がイタリア半島本土に侵攻を行った作戦である。この作戦は、イタリア戦線において、シチリア島上陸作戦に続いて行われたものである。この作戦は、西海岸であるサレルノ近辺への上陸作戦であるアヴァランシェ作戦とカラブリアとターラントへの2つの支援作戦（前者がベイタウン作戦、後者がスラップスティック作戦）で構成されていた。

## 背景

### 連合国の戦略
北アフリカにおける枢軸軍を破った後、連合国の間で次にどこを攻めるべきか意見が一致していなかった。ウィンストン・チャーチル英国首相は、イタリアを「ヨーロッパの下腹部」と呼んで上陸侵攻を提唱していた。
戦争中のイタリアにおける一般的支援は次第に減少しており、チャーチルは侵攻によりイタリアと、特に地中海におけるイタリア海軍の影響を削減することができ、連合国の輸送経路を開けると信じていた。これは、中東における連合国軍への補給を容易にし、イギリスやアメリカからソビエトへの支援を増加させることが容易になる。加えて、これはドイツ軍の戦力を分散させ、計画中のオーバーロード作戦の対象地域からドイツ軍を移動させることになる。
しかし、ジョージ・C・マーシャル大将とアメリカの上層部はフランス上陸を遅らすような作戦を実行することは望んでいなかった。しかし、1943年中に「オーバーロード作戦」を実行することが不可能であることが明確になった時に、その後の作戦の計画なしに、北アフリカにおける戦力を用いる範囲でのシチリア島上陸作戦に同意した。
連合国軍統合司令部（AFHQ）は地中海作戦戦域における連合国陸軍戦力の作戦を統括しており、シチリア島及びイタリア本土への侵攻作戦の計画と指揮をとっていた。

### 計画

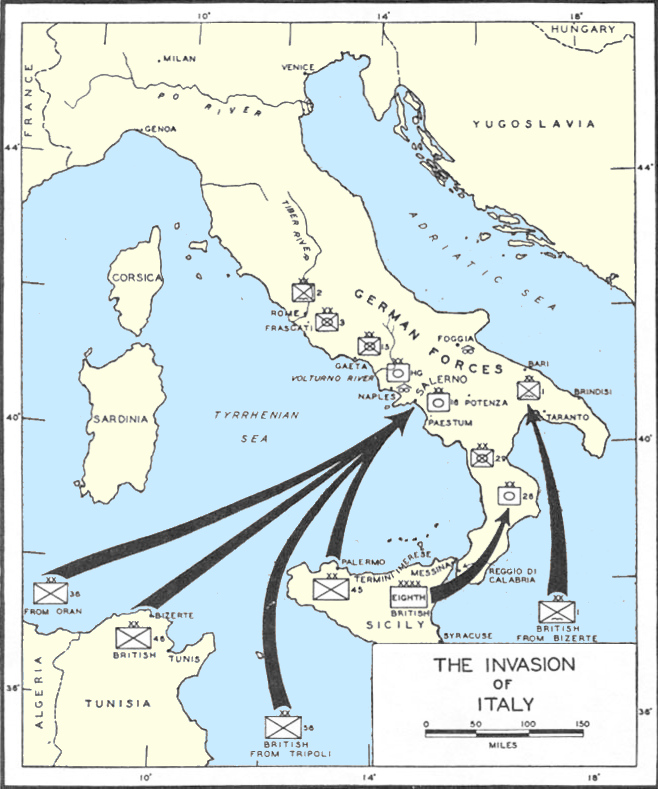
イタリア侵攻の地図

シチリア島侵攻以前の段階においては、連合国軍はターラント周辺への限定的な侵攻と、メッシーナ海峡を渡りイタリアの「つま先」部分を通る前進を計画していたが、そこではドイツとイタリアの両軍による抵抗が予想されていた。しかし、ムッソリーニとファシスト党の失脚は、より野心的な計画を促し、イギリス第8軍によるナポリ港占領計画を追加することが決定された。連合国軍は、シチリア島を基地とする連合国軍機の航続距離圏内に2つの上陸候補地点を選定した。1つはヴォルトゥルノ河口、もう1つはサレルノであったが、より航空機の基地に近い点、波が穏やかで上陸に適している点、輸送船が海岸に近い地点に停泊することができる点、海岸部の幅が狭く前進のために道路を容易に建設できる点、海岸の後方に既存の道路網が発達している点、など複数の利点から、サレルノが上陸地点に決定された。
ベイタウン作戦はイタリア侵攻のための予備作戦であり、1943年9月3日、バーナード・モントゴメリー大将指揮下のイギリス第8軍がシチリア島のメッシーナの港から、メッシーナ海峡を横断し、カラブリア（イタリアの「つま先」）に上陸した。シチリア島からの距離が短いため、船ではなく、直接メッシーナから、上陸用舟艇で輸送をおこなった。イギリス第V軍団所属のイギリス第5歩兵師団は「つま先」の北側に上陸し、カナダ第1歩兵師団は南側のスパーティヴェント岬に上陸した。モントゴメリー大将は、ベイタウン作戦を兵力の無駄遣いと見て強く反対していた。なぜならば、この作戦はドイツ軍がカラブリアで抵抗することを前提としているが、ドイツ軍がそうしなかった場合、牽制作戦は意味を持たず、ただ単に主上陸地点であるサレルノの南480kmに兵力を遊ばせる結果にしかならないからであった。モントゴメリー大将の正しさは後に証明された。第8軍の部隊はサレルノまでの480kmを、工兵が設置した障害物以外、何の抵抗も無く前進できたのである。
空挺部隊の使用計画は様々なものが存在したが、それらは全て中止となった。最初の計画では、アヴァランシェ計画の一部として、グライダーでサレルノ近郊に空挺部隊が降下するものであった。しかし、その計画は、グラント作戦に変更された。グラント作戦は、ヴォルトゥルノ川の橋を奪取して確保する計画であったが、兵站を支えられないと考えられたため、グラントII作戦に変更された。グラントII作戦は、第82空挺師団がローマ近郊の飛行場に降下する計画であった。これには、サレルノ周辺の連合国軍の海岸堡からの距離が遠いため、イタリア軍の積極的な協力が必要であり、第82空挺降下師団副師団長のマクスウェル・D・テイラー准将が、交渉のためローマに乗り込んだ。最終的に、テイラーは罠に陥る可能性があると判断し、作戦の中止を勧告した。決定が部隊に伝えられたのは、発動直前の9月8日の午後であった。
上陸作戦の主作戦であるアヴァランシェ作戦は1週間遅れの9月9日に計画された。上陸地点は、西海岸のサレルノ周辺、上陸部隊は、マーク・W・クラーク中将配下のアメリカ第5軍であった。第5軍は、アメリカ第6軍団（アーネスト・J・ドーリー少将）、イギリス第10軍団（リチャード・マククリーリー中将）、そして予備兵力としてアメリカ第82空挺降下師団があり、合計8個師団と2個旅団規模であった。上陸部隊の第1目標は、補給のためにナポリの港を確実に占領することであり、その後、東海岸に向かって進み、南側にある枢軸国軍を包囲することであった。イギリス第1空挺降下師団は、「スラップスティック作戦」としてイタリアのかかとの部分であるターラント近くに上陸し、サレルノの牽制として活躍した。彼らの任務は、周辺の飛行場や港を占領し、第8軍と合流した後、フォッジャ近くで第5軍と合流するために北へ進出することであった。
計画は大胆であったが欠点も存在した。第5軍は非常に広い35マイルの前線を持って上陸するが、3つの攻撃師団しか保持しておらず、2つの軍団はその距離と川の存在により分断されていると言う点である。更に、地形は防御側に有利であった。アメリカの3個レンジャー大隊とイギリスの2個コマンド大隊から構成される、ウィリアム・O・ダルビー大佐配下のアメリカのレンジャー部隊は、ナポリに通じる山道の確保を命じられたが、レンジャー部隊と第10軍の後続の部隊を接続するための計画は何も無かった。また、戦術的な奇襲を期待できなかったにもかかわらず、太平洋戦線では経験上必ず行っていた、海軍による事前支援砲撃がおこなわれなかった。
6個のドイツ軍師団はローマからつま先までのイタリアの西海岸における上陸予想地点をカバーしていた。この師団には、ヘルマン・ゲーリング装甲師団、第26装甲師団、第16装甲師団、第15装甲擲弾兵師団、第29装甲擲弾兵師団、第2空挺降下猟兵（パラシュート）師団であった。ドイツ第10軍司令官のハインリヒ・フォン・フィーティングホフはサレルノの平原を見渡せる丘に配置した第16装甲師団に位置していた。
アヴァランシェ作戦は「トップハット」の名称で計画され、連合国のバルカン半島侵攻の偽装計画である「ボードマン計画」の支援を受けた。

## 戦闘

### 南イタリアでの作戦

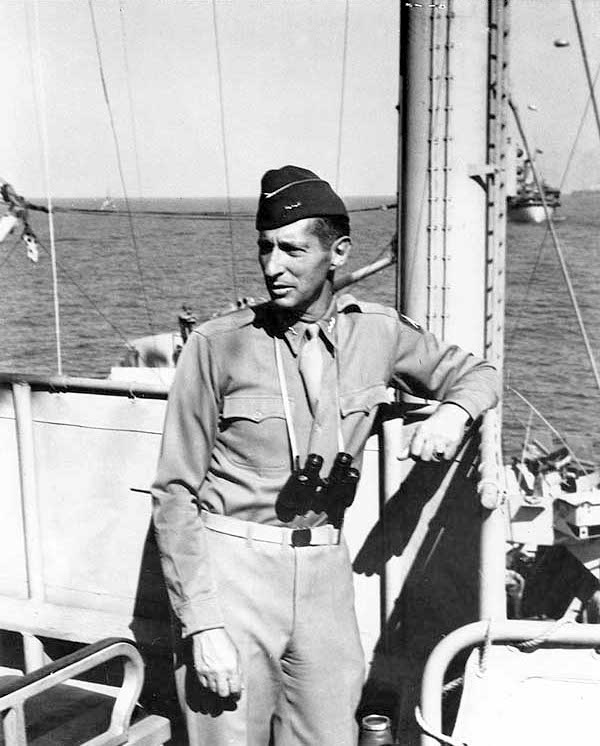
アメリカ軍マーク・ウェイン・クラーク大将、1943年9月12日、イタリア、サレルノにおける上陸作戦中。USSアンコン艦上にて

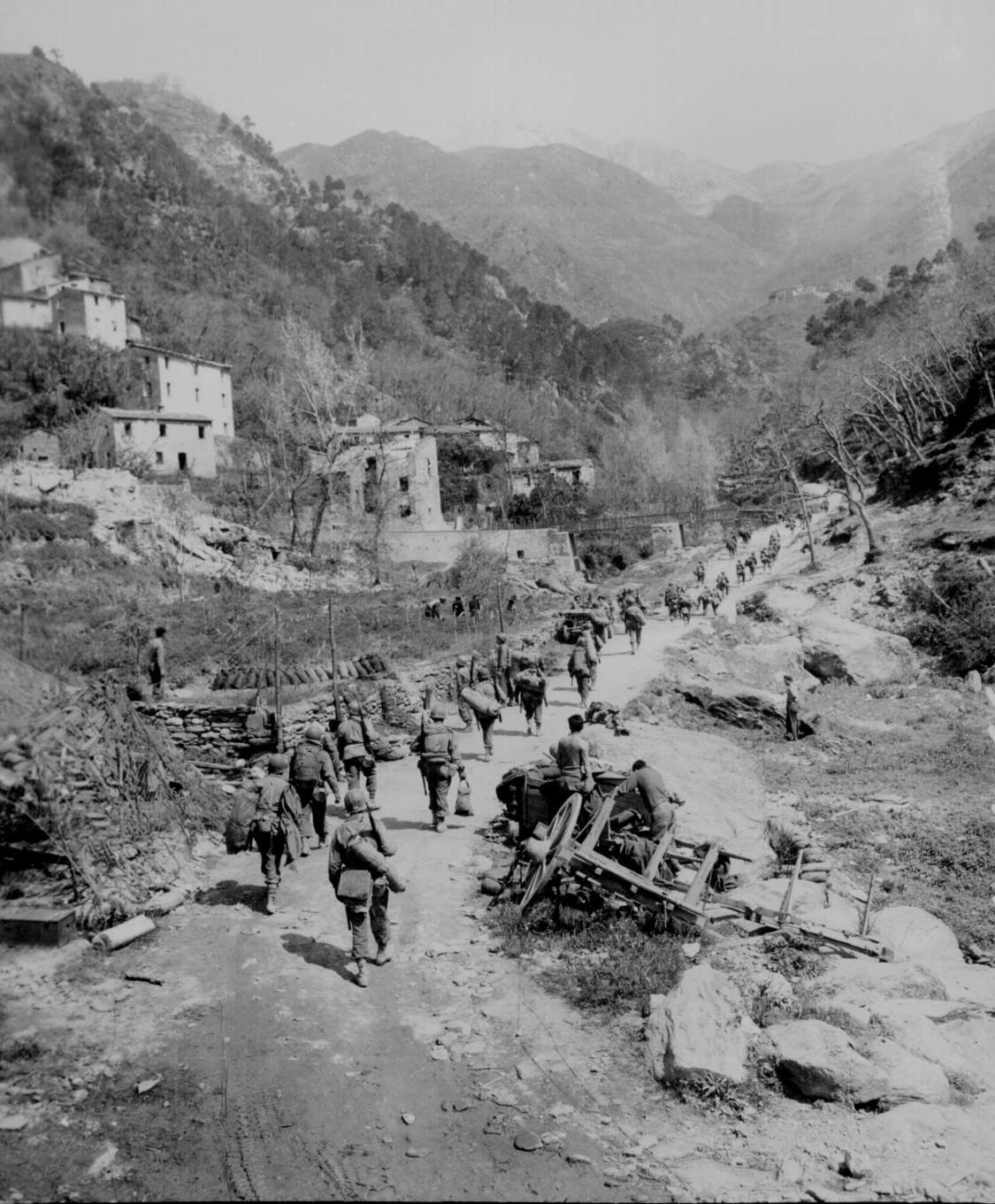
イタリアのプラートを抜け前進する第370連隊

1943年9月3日、ベイタウン作戦において、バーナード・モントゴメリー大将指揮下のイギリスカナダ混成軍であるイギリス第8軍がイタリア本土に上陸した。上陸に対する抵抗は弱く、海岸線17マイルを防衛しているドイツ軍の連隊を残して、イタリア軍の部隊は即座に降伏した。アルベルト・ケッセルリンクとそのスタッフはカラブリアの上陸作戦が連合国の主作戦であるとは信じていなかった。論理的にはサレルノの地域や、ローマの北の地域がより攻撃地点として考えられた。彼は、トロウゴット・ヘル大将の第76装甲軍団に第8軍との交戦を避けて撤退しつつ、橋の破壊などで第8軍を遅延させるように命じた。このように、モントゴメリーの作戦への反対は正しいことが証明された。第8軍は戦闘を避けるドイツ軍と交戦することができず、主な障害は、地形とドイツ軍による道路や橋の破壊であった。9月8日まで、ケッセリングはハインリヒ・フォン・フィーティングホフの第10軍を集結させ、連合国の上陸に対して迅速に対応可能とした。
主侵攻作戦の前、9月8日にイタリアの降伏が連合国に発表され、イタリア軍は戦闘を中止し、海軍は降伏のため連合国の港へ向かった。しかし、イタリア国内のドイツ軍はその様な事態への準備ができていて、イタリア軍を武装解除し、重要な防衛地点の占拠を行った。
スラップスティック作戦は9月9日に行われた。ターラントにイギリス第1空挺師団が上陸した。前日にイタリアが降伏し、その地域には少しのドイツ軍しかいなかったため、イギリス軍は、上陸用舟艇などで無く、軍艦から直接港へ上陸を行った。抵抗はほとんど無く、町と港はすぐに占領され、損失はほとんど生じなかった。

### サレルノへの上陸
アヴァランシェ作戦、アメリカ合衆国第5軍によるサレルノへの上陸作戦は、9月9日に奇襲の効果を与えるため、事前の海軍による艦砲射撃や航空機による爆撃なしに攻撃が行われた。しかし、海軍の指揮官が予測したような戦術的奇襲は実現しなかった。第36歩兵師団の第一波は、パエストゥムのある海岸に近づいた。上陸地点からは拡声器によって英語で「上陸後、降伏せよ。我々はお前たちを丁重に扱う。」しかし、連合国軍の部隊はそれを無視して攻撃を行った。
イギリス第46歩兵師団、第56歩兵師団とアメリカレンジャー部隊とイギリス海兵隊のコマンド部隊から構成される、第10軍団はその上陸にたいして異なった反応があった。レンジャー部隊は、抵抗なく上陸でき、目的である山道を押さえた。コマンド部隊は、軽い抵抗に遭遇したが、サレルノの町を迅速に占領することができた。一方、2個歩兵師団は、強固な抵抗に遭遇し、艦砲射撃の力を借りないと内陸への進路を勝ち取ることができなかった。ドイツ軍の抵抗の深さとその強度はイギリスの指揮官に南方のアメリカ軍との接続を図るよりも部隊を集中させることを強要させた。パエストゥムにおいて、ドイツ軍は砲と機関銃座を設置し、上陸地点からの前進が困難となるように戦車を分散配置した。第36歩兵師団は直前まで戦闘状態になく、ゆっくりと部隊編成を行ない、海岸の占拠を成功させた。07:00ころまで、第16装甲師団による反撃が行われた。この反撃により損害を大きく出したが、艦砲射撃の支援によりこれを撃退することができた。南では、第141歩兵連隊第1大隊が戦闘により一日中釘付けとなり、無線通信の圏外となった。
イギリス軍とアメリカ軍の海岸堡は5マイルの間隔があったため、その地域の全てはイギリスの2個師団に割り当てられた。軍団の境界線は第10軍団の作戦を容易にするため、再度引きなおされ、安全となっていない領域のほとんどの地域は第6軍団に割り当てられた。2つの戦力はその日の終わりに接続し、海岸線に沿って35 - 45マイル（55 - 70km）の幅、深さ6 - 7マイル（10 - 12km）の領域を占領した。

### ドイツの反撃
9月12日から9月14日にかけて、ドイツ軍は自動車化された6個師団の一部による反撃を開始した。目的は、サレルノの海岸堡を占領し、イギリス第8軍と合流する前に上陸部隊を海に追い落とすことであった。アメリカ軍は集中した攻撃に対するには防衛線は薄すぎ、反撃は大損害を起こした。第36歩兵師団の第143歩兵連隊第2歩兵大隊はドイツ軍装甲部隊にさらされ、全滅した。
左翼の第6軍団で、アメリカ第45歩兵師団が上陸し、第10軍に割り当てられた地域を確保しようと前進した。ドイツ軍の装甲部隊は反撃によりかなりの土地を取り返した。9月13日に、第45歩兵師団の右翼は、セレ川とカロレ・ルカノ川の交わる点で2つのアメリカ軍の師団の間の突出部を破られてしまった。ドイツ軍の装甲部隊の攻撃は、海岸堡の補給物資集積所から4マイルの地点で、砲兵と艦砲射撃、そして砲兵部隊により構成された間に合わせの歩兵部隊により止められた。
両師団の前線の部隊は、T・ラ・カソ川の後方に下がり、防衛線の長さを短くした。新しい境界線の近傍は第82空挺降下師団の支援を受けて防衛された。第504パラシュート歩兵連隊の2個大隊（1800人）は、9月13日の夜に海岸堡に下がった後、第6軍の右の防衛線に速やかに移動した。翌日の夜、危機は去り、第505パラシュート歩兵連隊が第504連隊の補充として、海岸堡に空挺降下を行った。第504連隊の第3大隊で増強された、第325グライダー歩兵連隊は9月15日に上陸した。
強力な艦砲射撃の支援と、第5軍砲兵による支援により、補充を受け再編成された歩兵部隊は9月14日の防衛線の弱点を攻略しようとするドイツ軍の全ての攻撃を防ぎきった。ドイツ軍の損害は、酷く、特に戦車の損害は大きかった。9月15日もドイツ軍の試みは続いたが、翌9月16日には、連合国軍は強力で、突破するのは難しいことが分かり、フォン・フィーティングホフは、遅延工作を行いながら、第10軍を北に撤退させるように命令した。9月17日に、連合国軍の両方の軍団の地域の偵察部隊は、海岸堡のあちこちにおいて、ドイツ軍との交戦状態が解消されていることが分かり、翌9月18日に全ての目標を再確保した後、第5軍は北へ進軍を開始した。
マーク・W・クラーク大将は、この戦闘における前線指揮によって、2番目に高位な章である殊勲十字章を受けた。実際、彼は頻繁に戦闘中の部隊のある前線に姿を現していた。しかし、歴史家カルロ・D・エステの意見では、クラークの作戦指揮のまずさがこの危機を起こしたと言われている。クラーク自身は海岸堡における危機に対して、第8軍の対応の遅さを非難していた。この意見はいくらかの正当性があった。上陸した9月9日にモントゴメリーは第8軍に休養を与えるため2日間前進を止めていたからである。
サレルノの戦いはイギリス第10軍団の600人によるサレルノの反乱が生じた場所でもある。彼らは、9月16日に補充部隊として新しい部隊への配属を拒否したのだった。彼らは、負傷のため北アフリカ戦線において戦っていた元の部隊に復帰するものと信じていた者たちであった。最終的に軍団の指揮官であるマククリーリーはその命令に従うように説得を行った。反乱を指揮した下士官は死刑を宣告されたが、実際のところ、部隊は再統合され、判決は実行されなかった。

### 連合国軍の更なる進軍

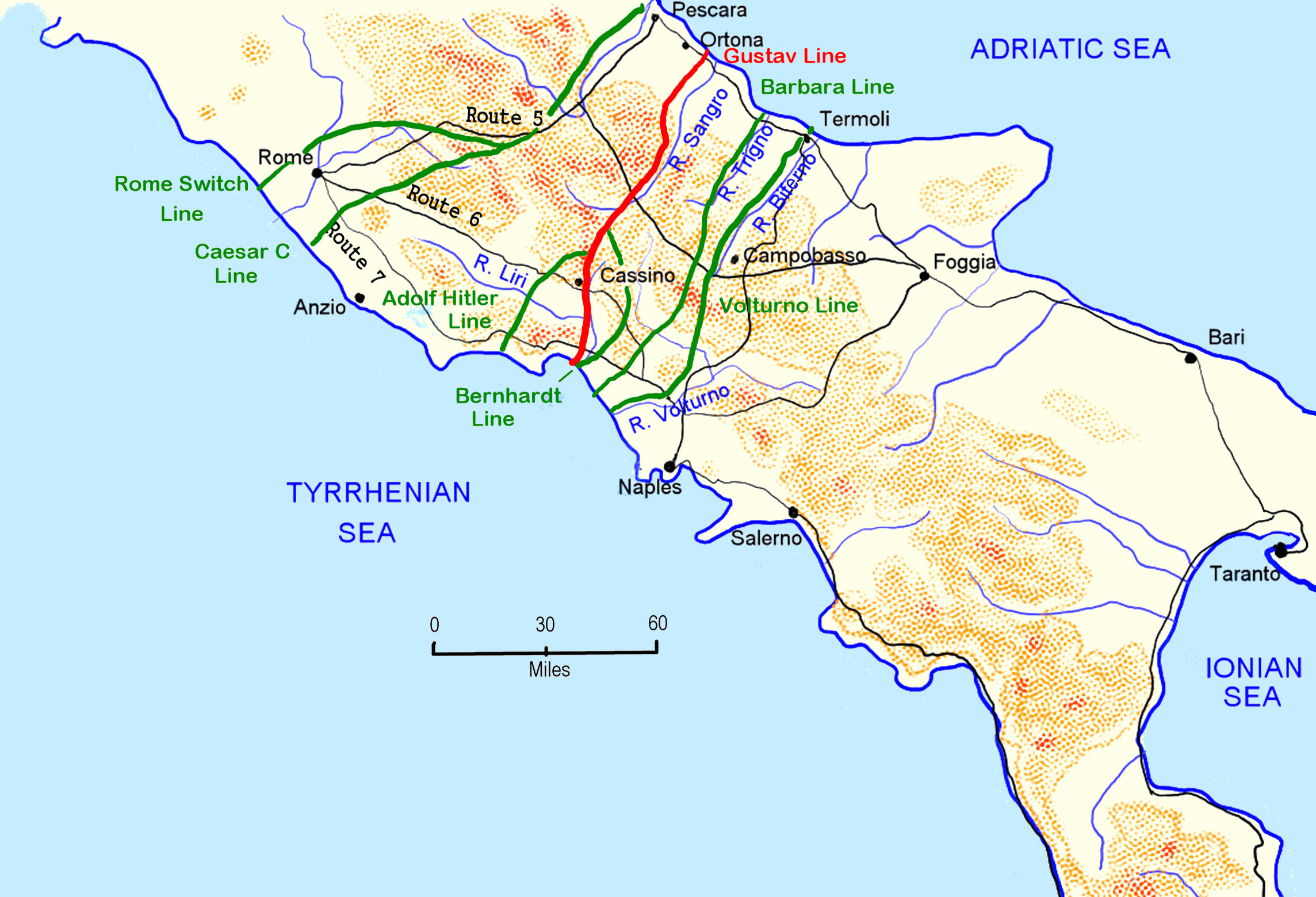
ドイツ軍がローマ南に準備した防衛線(ウィンターライン)の地図

サレルノの海岸堡の安全が確保された後、9月19日に第5軍は北西のナポリへ向かって攻撃を開始した。第82空挺降下師団は、アルタヴィッラ・シレンティーナ近くで大損害を受けた後、第10軍団に配置換えされ、ソレント半島にいるレンジャー部隊及び、イギリス第23機甲旅団と合流し、イギリス第46歩兵師団が攻撃している、ノチェーラのドイツ軍の防衛線を側面から攻撃した。イギリス第7機甲師団は、第46師団がいる地点を通過し、ナポリ占拠に向かった。一方、新たに上陸したアメリカ第3歩兵師団が9月22日にアチェルノを占領し、9月28日にアヴェッリーノを占領した。
第8軍は「つま先」からドイツ軍の工兵による妨害に出会いながらも順調に進軍を続け、アドリア海の海岸で第1空挺降下師団と合流することができた。9月16日には第5軍の右翼と戦線の左翼で出会い、9月27日にはフォッジャ近くの飛行場を占領しながらアドリア海の海岸沿いを前進した。フォッジャは、複雑な大規模な飛行場があり、この飛行場を使用して、フランス、ドイツ、バルカンにある新たな目標を攻撃可能であるため、連合国軍の目標となっていた。
第1国王近衛竜騎兵連隊のA部隊は10月1日にナポリに入り、3個イギリス陸軍師団、5個アメリカ陸軍師団より構成される第5軍は、10月6日にヴォルトゥルノ川に到達した。ここは、ドイツ軍の反撃から、ナポリを守る自然の防御線で、カンパニアン平原と必要不可欠な飛行場が存在した。一方、アドリア海沿岸では、イギリス第8軍がビフェルノ川沿いのカンポバッソから、ラリーノとテルモリにかけての線まで前進した。

## その後
ドイツ第10軍は、サレルノの海岸堡を脅かすほど近くまで接近することができた。装甲師団及び装甲擲弾兵師団6個を使用したにもかかわらず、ドイツ軍の攻撃は連合国の前線を突破し、連合国の砲兵及び艦砲射撃の中、占領地を拡大するには不十分であった。連合国にとって幸運なことに、このとき、アドルフ・ヒトラーは、北イタリアにおける軍集団の指揮官であるロンメル元帥の意見に賛成しており、彼は、イタリアのローマの南での防衛はそれほど重要ではないと考えていた。その結果、南イタリアの軍集団の指揮官である、アルベルト・ケッセルリンク元帥は北イタリアの軍集団から予備を引き抜くことを禁じられていた。
大損害を受けながらの第10軍の成功とケッセルリンクの戦略的な考えは、ヒトラーに連合国はドイツ国境に近づかず、ドイツがバルカンの石油資源を使用することを妨害しようとしていると考えさせた。11月6日、ヒトラーはロンメルを北フランスにおける防御線の構築の監督に引き抜き、ケッセルリンクにイタリア全土の指揮権を与え、できるだけ長くローマをドイツ軍の手に保持し続けるように命じた。
10月前半には、南イタリアの全体が連合国の手中となり、連合国の軍は、ヴォルトゥルノラインに面していた。この線は、イタリアを横切る準備された防衛線であった。ドイツ軍はここで遅延作戦を行いながら戦うことを選び、ウィンター・ラインにおける防備が整うまでの時間を稼いだ。このウィンター・ラインはローマ南の防御線である。イタリアの戦いにおける次の舞台は、連合国軍にとって、地形的及び天候的に、熟練され計画的で十分に準備された防衛線に対しての消耗戦であった。この防衛線と天候は防御側にとって非常に有利で、連合国軍にとっては航空支援や機械化装備の利点を無効にするようなものであった。ヴォルトゥルノ、バルバラ、ベルンハルトラインを抜け、ウィンター・ラインの要であるグスタフ・ラインに到達するには1944年1月中までかかった。このウィンター・ラインでは4回のモンテ・カッシーノの戦いが行われ、これにも1944年1月から5月までかかった。

## 各種作品
- 『地獄の戦線』（To Hell and Back） (映画、1955年)
- 『メダル・オブ・オナー エアボーン』（Medal of Honour Airborne） (ビデオゲーム、2007年)